# Unità degli elicotteri della Polizia serba
L'Unità degli elicotteri (serbo: Хеликоптерска јединица / Helikopterska jedinica) è un'unità organizzativa della Polizia serba. Essa si occupa di proteggere la sicurezza dei cittadini con un'attività di volo diretta.
Collabora anche con altri enti e istituzioni statali e, in determinate condizioni, fornisce i suoi servizi per conto di terzi.

## Attività
Fra gli ambiti ricoperti dall'unità ci sono:
- trasporto di persone e risorse;
- trasporto sanitario (elisoccorso);
- estinzione di incendi;
- servizio di ricerca e soccorso;
- fornitura di servizi e lavoro congiunto con le altre unità organizzative del ministero dell'interno;
- assistenza agli enti e alle istituzioni statali;
- manutenzione tecnica degli elicotteri;
- formazione e istruzione del personale aereo e aereo-tecnico;
- fornitura di servizi per conto di terzi;
- riprese aeree;
- servizi dei paracadutisti;
- trasporto di carico esterno.

## Galleria d'immagini

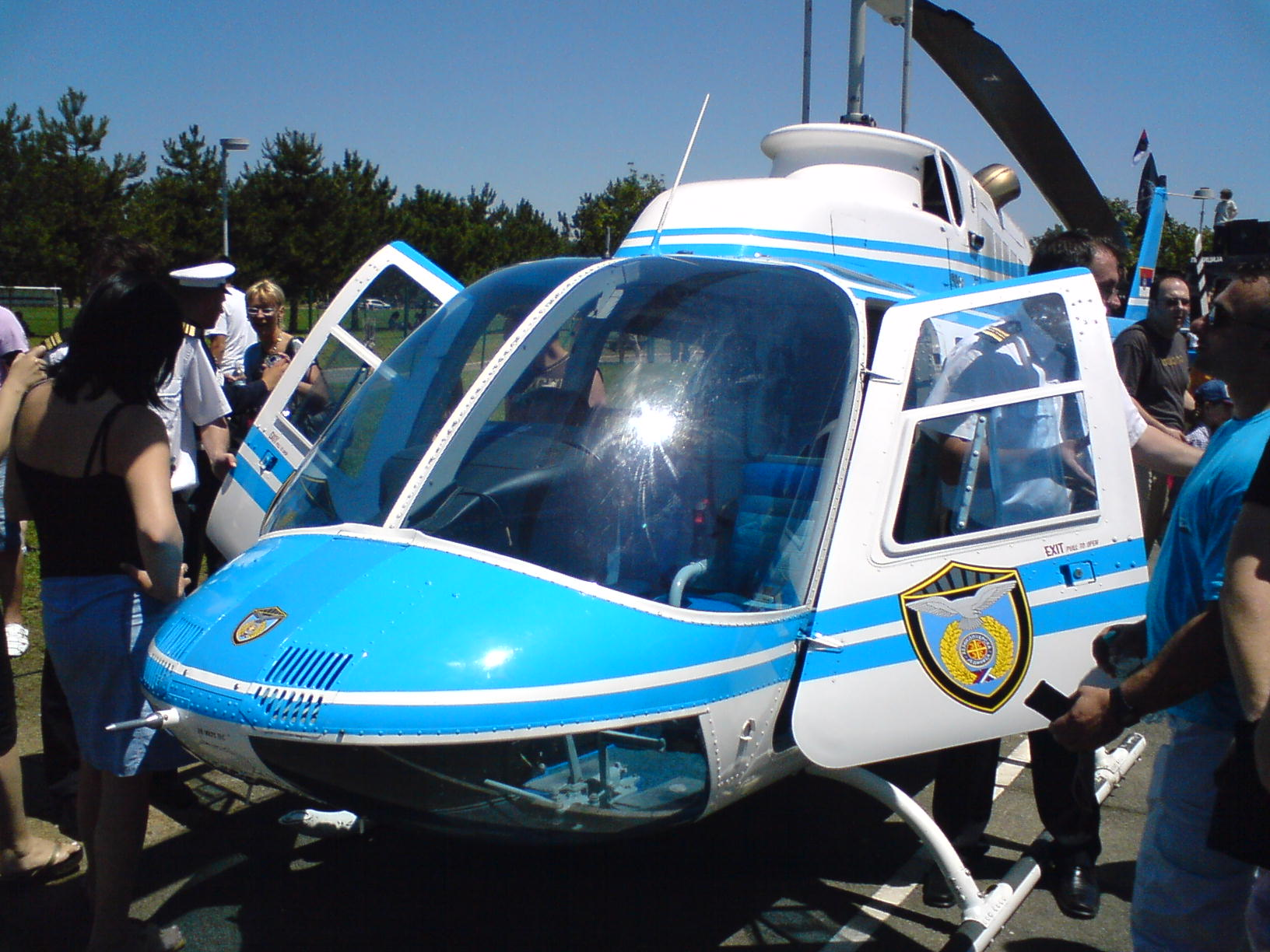
Elicottero Bell 206
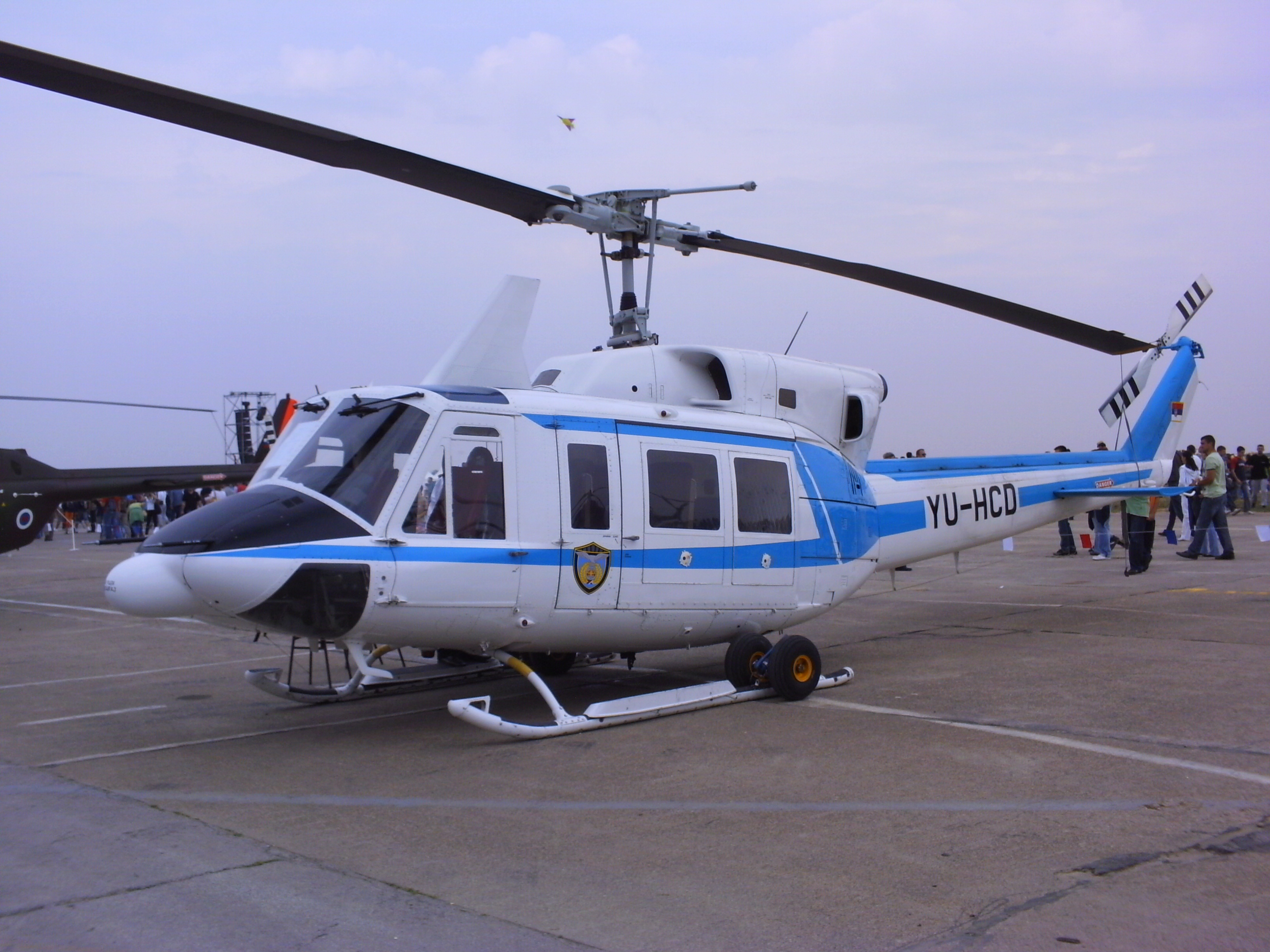
Elicottero Bell 212 (1)
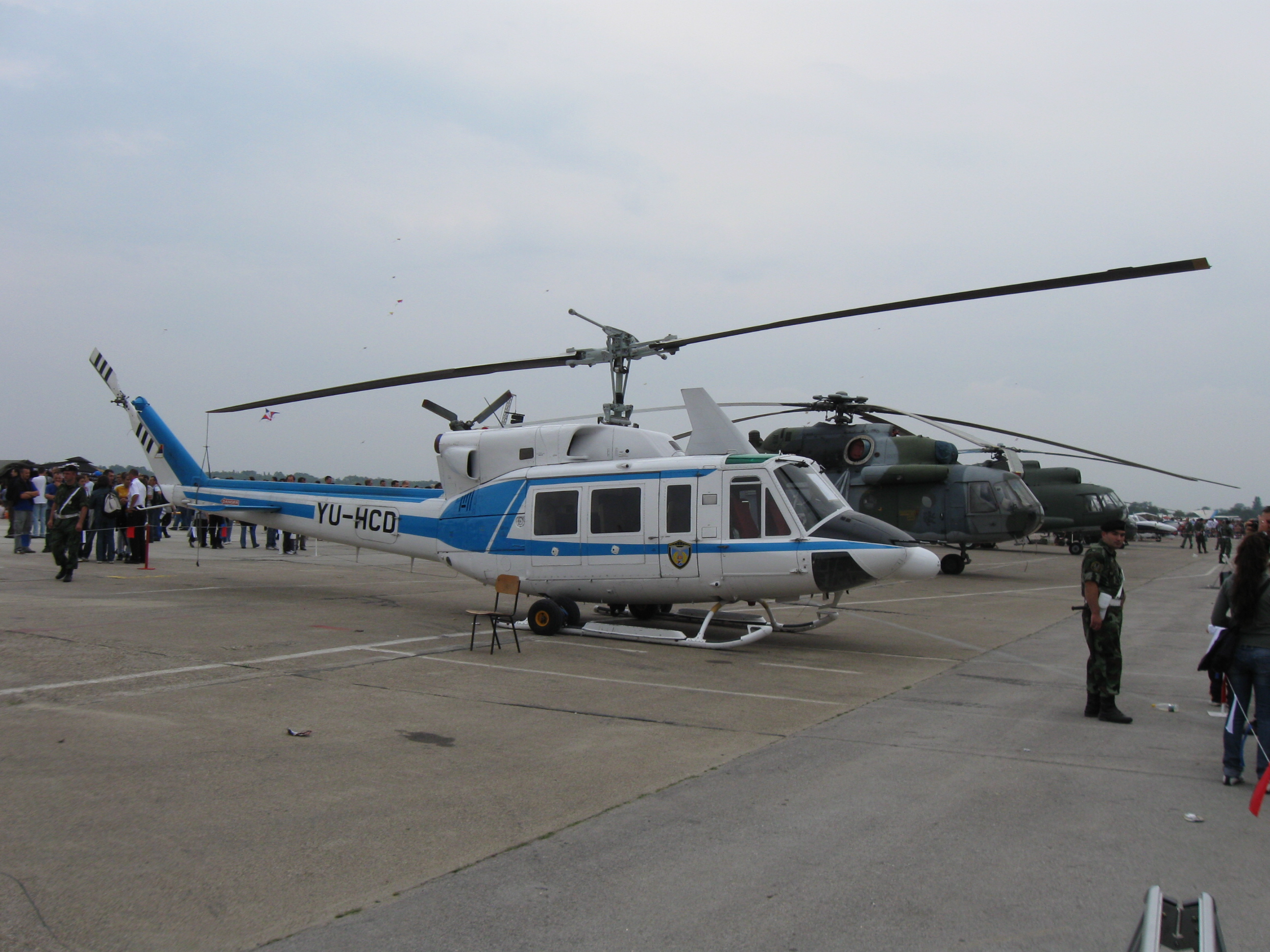
Elicottero Bell 212 (2)
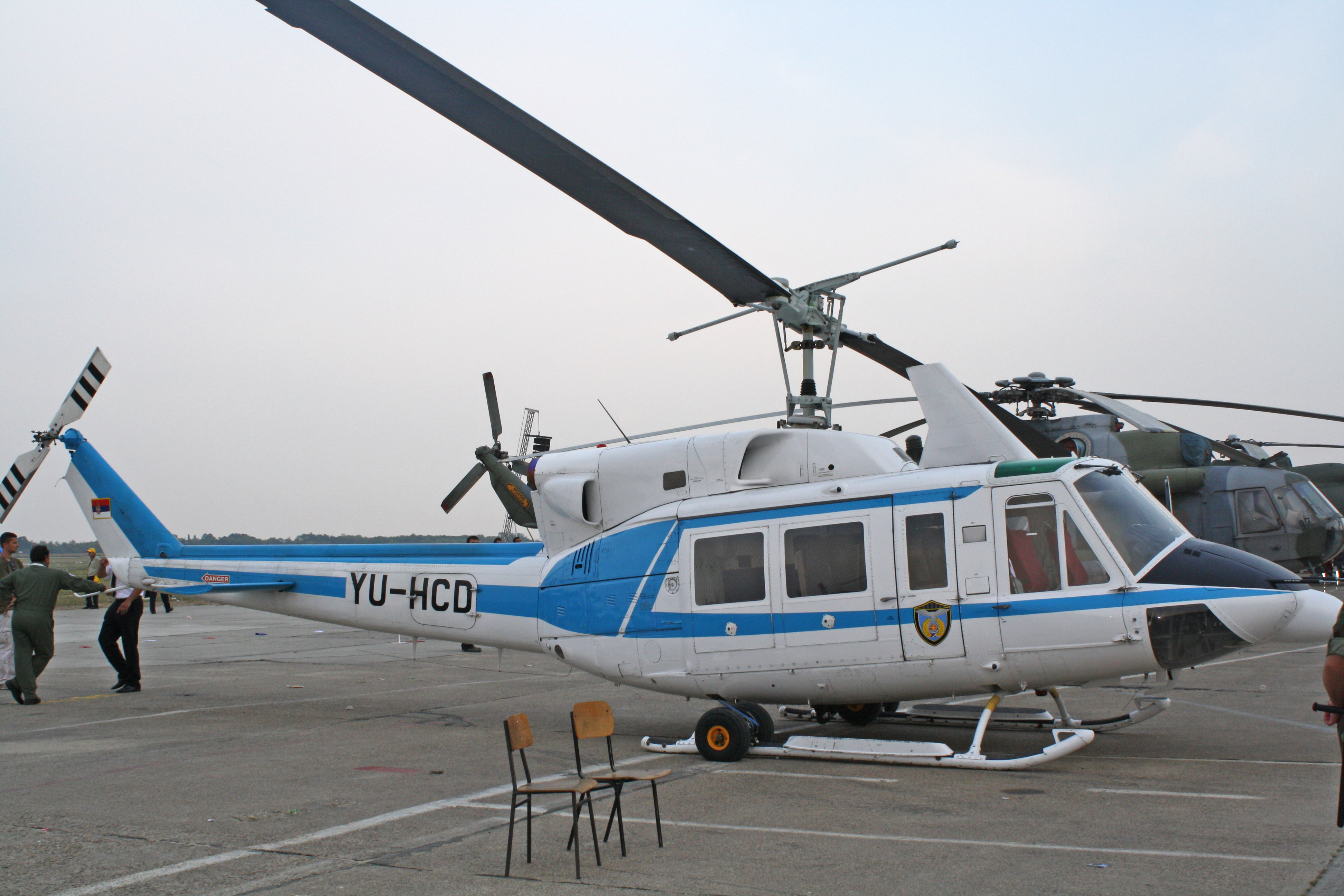
Elicottero Bell 212 (3)
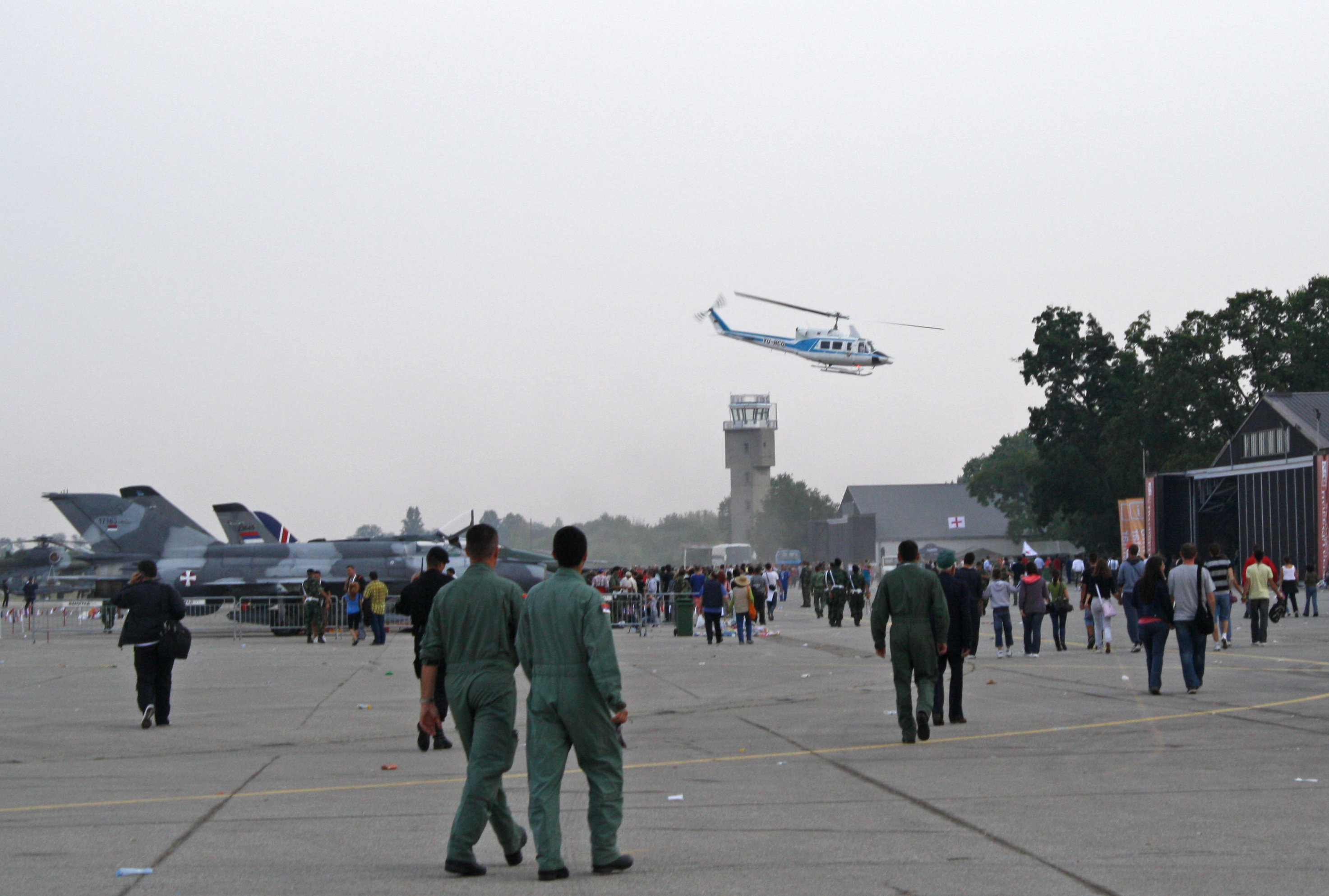
Elicottero Bell 212 in volo